# 岩切
岩切（日语：／ Iwakiri */?）是位于日本宫城县仙台市宫城野区，宫城郡利府町的大字・町丁，对应于旧宫城郡岩切村的一部分。该区域包括岩切一丁目、岩切二丁目、岩切三丁目以及数个小字，其中岩切一丁目，岩切二丁目，岩切三丁目进行了住居表示。宫城野区岩切的邮政编码为983-0821，多贺城市岩切为985-0000，宫城郡利府町岩切为981-0125。
在地理上，岩切地区东部与多贺城市新田和宫城郡利府町神谷沢相接，西部与仙台市泉区松森和富谷市明石相接，南部与田子和小鹤相接，北部与富谷市石积和宫城郡利府町菅谷相接。该地区内的七北田川南岸低洼地是该市最重要的稻作区之一，也是农业振兴地区，注重发展近郊型农业、推进水路改造和农田整备等工作。七北田川北岸大部分地区是七北田丘陵上的森林地带，宫城县道35号泉盐釜线沿其南缘穿过该地区。